# Lucio Antistio Burro
Lucio Antistio Burro, in latino Lucius Antistius Burrus, (149 circa – Roma, 189), è stato un politico e senatore romano dell'ultimo terzo del II secolo.

## Biografia
Il suo status non è chiaro, nonostante il padre Quinto Antistio Advento Postumio Aquilino sia stato un console suffetto. Probabilmente era già un patrizio. 
Si sposò con una sorella dell'imperatore Commodo, Vibia Aurelia Sabina. 
Fu console ordinario nel 181, assieme al cognato imperatore; sette anni dopo Antistio Burro, tuttavia, fu coinvolto in una congiura contro Commodo stesso.
Alcune fonti riportano che sia stato indicato da altri senatori provenienti dal nord Africa, tra cui Gaio Arrio Antonino, come candidato al trono imperiale, e fu quindi ucciso dal prefetto del pretorio Marco Aurelio Cleandro. L'Historia Augusta dice che potrebbe averli denunciati il futuro imperatore Pertinace.